# Nogales (Badajoz)
Nogales es un municipio español perteneciente a la provincia de Badajoz, en la comunidad autónoma de Extremadura.

## Geografía
Integrado en la comarca de Tierra de Barros, se sitúa a 44 kilómetros de Badajoz. El término municipal está atravesado por la carretera nacional N-432, entre los pK 34 y 36, por la carretera autonómica EX-105, que conecta con Torre de Miguel Sesmero y Santa Marta, y por carreteras locales que permiten la comunicación con La Morera, Salvaleón y Entrín Bajo. El relieve del municipio es predominantemente llano, con numerosas dehesas, y en su territorio cuenta con dos arroyos principales (arroyo del Entrín Verde y arroyo de Nogales). El arroyo de Nogales represa sus aguas en el embalse de Nogales, en el límite con Salvatierra de los Barros. El sur y sureste del municipio es más montañoso, definido por la sierra de Monsalud (742 metros) y la sierra de María Andrés (708 metros). La altitud oscila entre los 742 metros (Monsalud) y los 240 metros a orillas del arroyo del Entrín Verde. El pueblo se alza a 372 metros sobre el nivel del mar. El caserío se extiende sobre la ladera sureste de un cerro llamado «Cabezo de Nogales» coronado por la iglesia parroquial y un castillo, ambos del siglo XV, que configuran el perfil de la villa. 
Limita al norte con Badajoz, al noreste con Entrín Bajo, al este con Santa Marta y La Morera, al sureste con La Parra, al sur con Salvaleón y Salvatierra de los Barros, al suroeste con Salvaleón, al oeste con Almendral y al noroeste con Torre de Miguel Sesmero.

## Historia

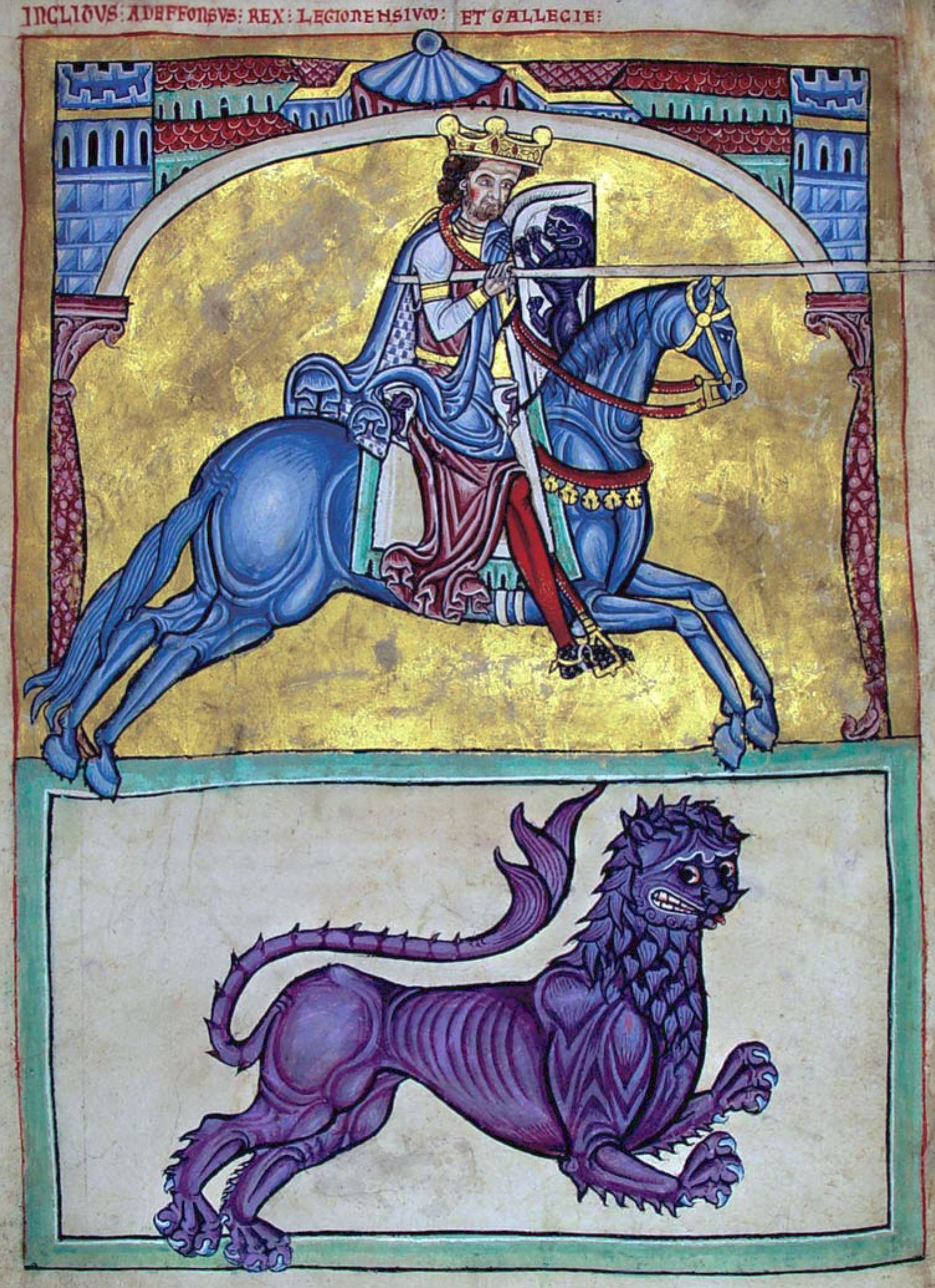
Alfonso IX de León integró Nogales en el Reino de León en 1230.

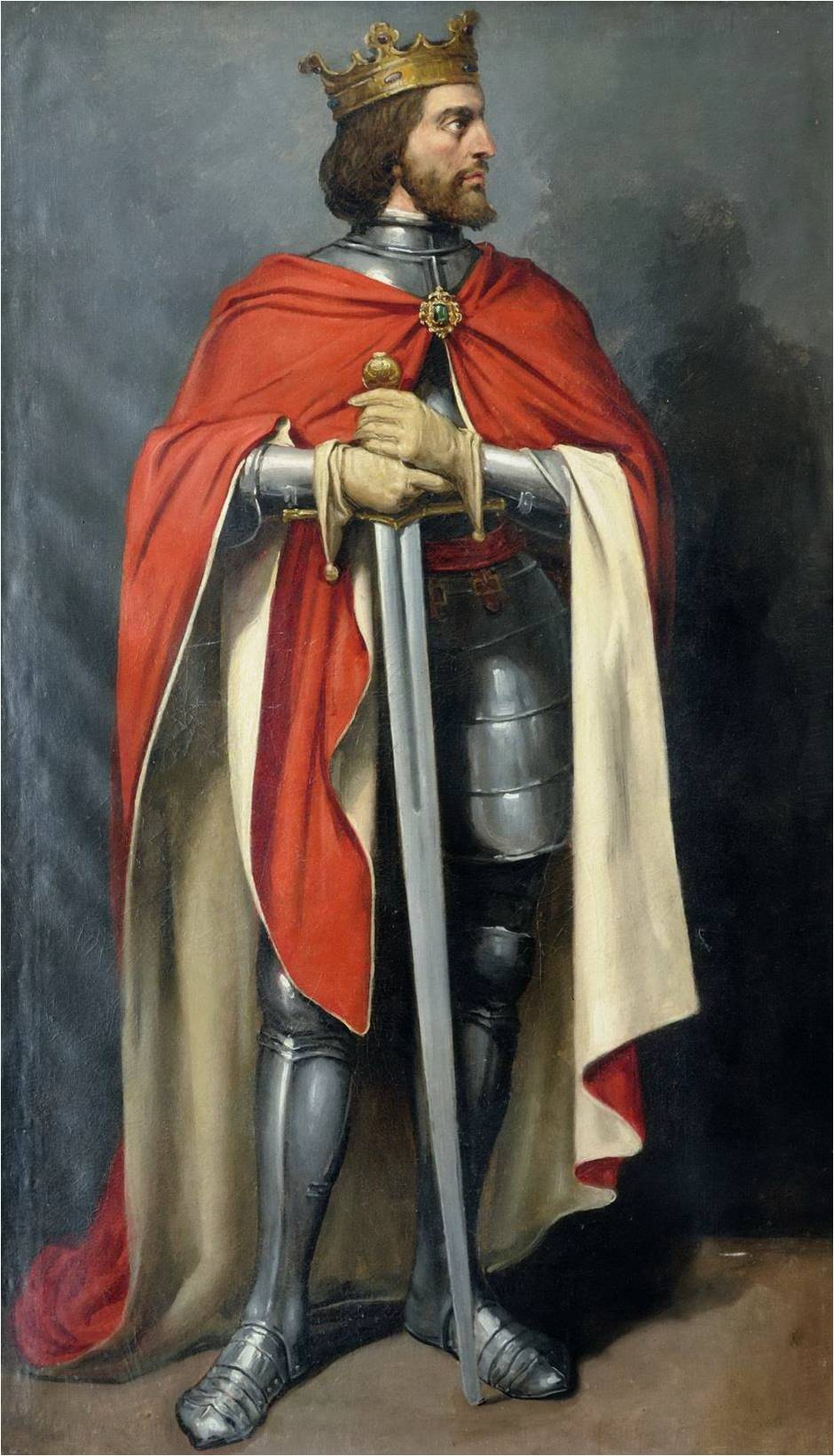
Alfonso XI cedió Nogales en 1344 a Enrique Enríquez "el Mozo".

Fuentes árabes hacen referencia al hisn Nuqalis  cuando refieren la campaña militar llevada a cabo por tropas emirales en el año 876, contra el rebelde muladí Ibn Marwan fundador de la ciudad de Badajoz. Autores modernos identifican este Nuqalis con el Nogales actual lo que lleva a pensar en la existencia de un poblado fortificado andalusí sobre la base del cerro de Nogales, al menos desde la segunda mitad del siglo IX.
Después de la conquista del reino Taifa de Badajoz en 1230 por parte del Reino de León, Nogales aparece entre las villas y aldeas que constituirán su alfoz en régimen de realengo instaurado por el rey Alfonso IX de León. Pero al igual que otras aldeas y villas vecinas situadas en la periferia sur del término, Nogales es desgajada de Badajoz y pasa a propiedad y jurisdicción señorial a finales del siglo XIII.
Sabemos que Nogales había sido vendida en 1340 a Alfonso XI el Justiciero por Lorenzo Vázquez de la Fuenteseca (Fonteseca/Fonseca), por la cantidad de 70.000 maravedíes, y el monarca la había entregado a continuación a Pedro Carrillo. Este último, hallándose necesitado de recursos para tomar parte en la guerra contra los musulmanes, solicitó un préstamo de 40.000 maravedíes a Enrique Enríquez "el Mozo", señor de Villalba de los Barros, Caudillo mayor del obispado de Jaén, y Justicia mayor de la Casa del rey y, como garantía de devolución del préstamo, señaló la villa de Nogales, la cual, en 1344, pasó definitivamente a poder de Enrique Enríquez "el Mozo", debido a la incapacidad de Pedro Carrillo para devolver el préstamo que le había sido concedido.
Al acabar la guerra entre Pedro I y su hermanastro Enrique II en 1369, Nogales formaba parte del patrimonio de Leonor Enríquez, quien la había aportado como dote a su matrimonio con el conde Fernando de Castro miembro muy activo del bando perdedor. Esto dio lugar a que Nogales, junto con otras propiedades, fuera confiscada por el vencedor y entregada a Sancho Sánchez Mexía  primero y desde 1391 a Diego Martínez de Cáceres, ambos del bando Trastámara. Pero Leonor Enríquez, argumentando que su familia había apoyado a Enrique II, reclama, y en 1392 obtiene sentencia favorable que obliga a Diego Martínez a devolver la villa de Nogales y su castillo a su anterior propietaria. Esta sentencia da lugar a que Nogales y su castillo tengan un propietario de facto (Diego Martínez de Cáceres) y una propietaria por derecho (Leonor Enríquez).
La solución al conflicto de la doble propiedad la aportó el primer señor de Feria, Gomes Suárez de Figueroa, realizando en 1395 (con la autorización de Enrique III) la doble compra de la villa de Nogales y su castillo por valor de 80.000 maravedíes.
En 1448, el primer Conde de Feria procedió a refundar Nogales donde está emplazado actualmente y en 1456 comienza la construcción del nuevo castillo que no termina hasta 1471.
A la caída del Antiguo Régimen la localidad se constituye en municipio constitucional en la provincia de Badajoz y la región de Extremadura. Desde 1834 quedó integrado en el partido judicial de Almendralejo. En el censo de 1842 contaba con 152 hogares y 580 vecinos.

## Demografía
Nogales cuenta con una población de 640 habitantes (INE 2024).
| Gráfica de evolución demográfica de Nogales entre 1842 y 2021                                                         |
| |
| Población de derecho según los censos de población del INE. Población de hecho según los censos de población del INE. |

## Economía
La economía se basa principalmente en la agricultura, seguida del sector servicios.

### Evolución de la deuda viva
El concepto de deuda viva contempla sólo las deudas con cajas y bancos relativas a créditos financieros, valores de renta fija y préstamos o créditos transferidos a terceros, excluyéndose, por tanto, la deuda comercial.
| Gráfica de evolución de la deuda viva del ayuntamiento entre 2008 y 2014                             |
| |
| Deuda viva del ayuntamiento en miles de Euros según datos del Ministerio de Hacienda y Ad. Públicas. |

La deuda viva municipal por habitante en 2014 ascendía a 392,06 €.

## Administración
| Periodo   | Nombre                     | Partido |
| --------- | -------------------------- | ------- |
| 1979-1983 | José Álvarez Álvarez       | PSOE    |
| 1983-1987 | Manuel Díaz Castaño        | PSOE    |
| 1987-1991 | Manuel Díaz Castaño        | PSOE    |
| 1991-1995 | Manuel Díaz Castaño        | PSOE    |
| 1995-1999 | Manuel Díaz Castaño        | PSOE    |
| 1999-2003 | Manuel Díaz Castaño        | PSOE    |
| 2003-2007 | Manuel Díaz Castaño        | PSOE    |
| 2007-2011 | Manuel Díaz Castaño        | PSOE    |
| 2011-2015 | Juan José Ramírez Lozano   | PP      |
| 2015-2019 | Carmen Franco Vega         | PSOE    |
| 2019-2023 | Eva María Lozano Hernández | PP      |

## Patrimonio

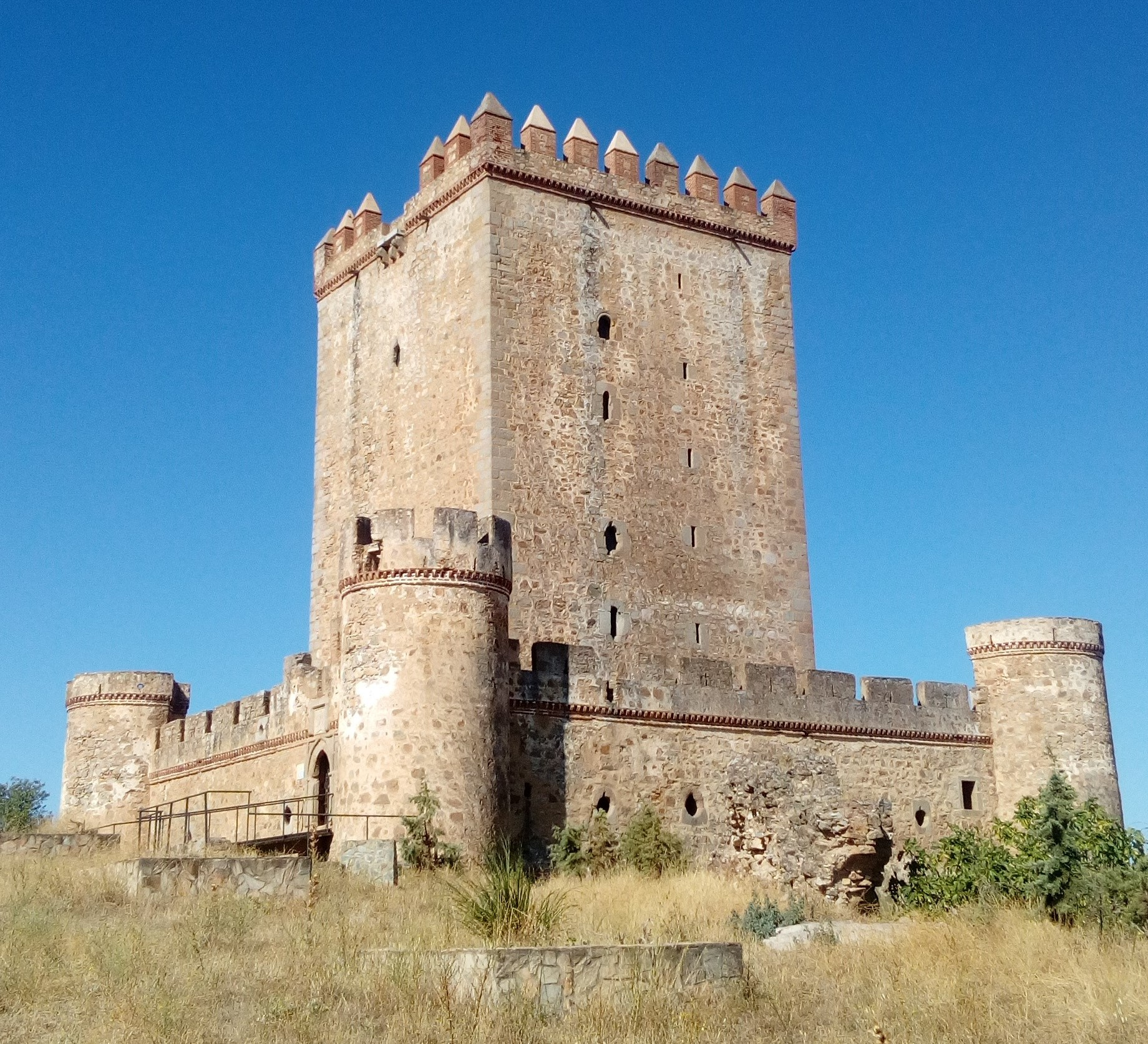
Castillo de Nogales.

- Iglesia de San Cristóbal. Perteneciente eclesiásticamente a la Archidiócesis de Mérida-Badajoz,[14] fue construida en el siglo XV en mampostería, ladrillo y sillares, aunque con remodelaciones posteriores, su morfología resulta de acusado atractivo, llamando la atención principalmente la portada protogótica delantera y el ábside semicircular de sillería. Asimismo, en otra de las portadas lucen las armas de Lorenzo Suárez y su esposa Doña María Manuel, impulsores de la obra. En su interior, destaca el retablo mayor realizado entre 1675 y 1683, de arquitectura severa y elegante con traza clasicista, obra de Juan de Vargas, y con pinturas de Tomás Rodríguez.

- Castillo de Nogales. Fue construido por Gómez Suárez de Figueroa, estando edificado con fuertes muros de piedra de más de dos metros de espesor, con regularidad en su traza, buena construcción y armonía arquitectónica. Está configurado por un recinto exterior de planta cuadrada, con cubos en los ángulos, todo almenado y perimetrado por una cornisa de canecillos de ladrillo. En el centro se alza la torre del homenaje, de 13 metros de lado por 35 de altura, con el mismo remate de almenas y canecillos que el recinto exterior. Alberga escudos de armas de los Suárez de Figueroa, lápidas con inscripciones y otros elementos compositivos.

- Ermita de las Santas Justa y Rufina. De planta rectangular, destaca en ella su espadaña de dos cuerpos que alberga dos campanas en su cuerpo inferior.

## Fiestas
- Semana Santa
- Día de San Cristóbal: patrón del pueblo. Se celebra el 10 de julio.
- La Feria del emigrante: se celebra hacia el 15 de agosto.
- Día de Extremadura: se celebra el 8 de septiembre

## Personas destacadas
- José Antonio Ramírez Lozano (1950) escritor.
- José del Castillo Domínguez (1971) escritor. José del Castillo